# Sint-Henricuskerk (Torhout)

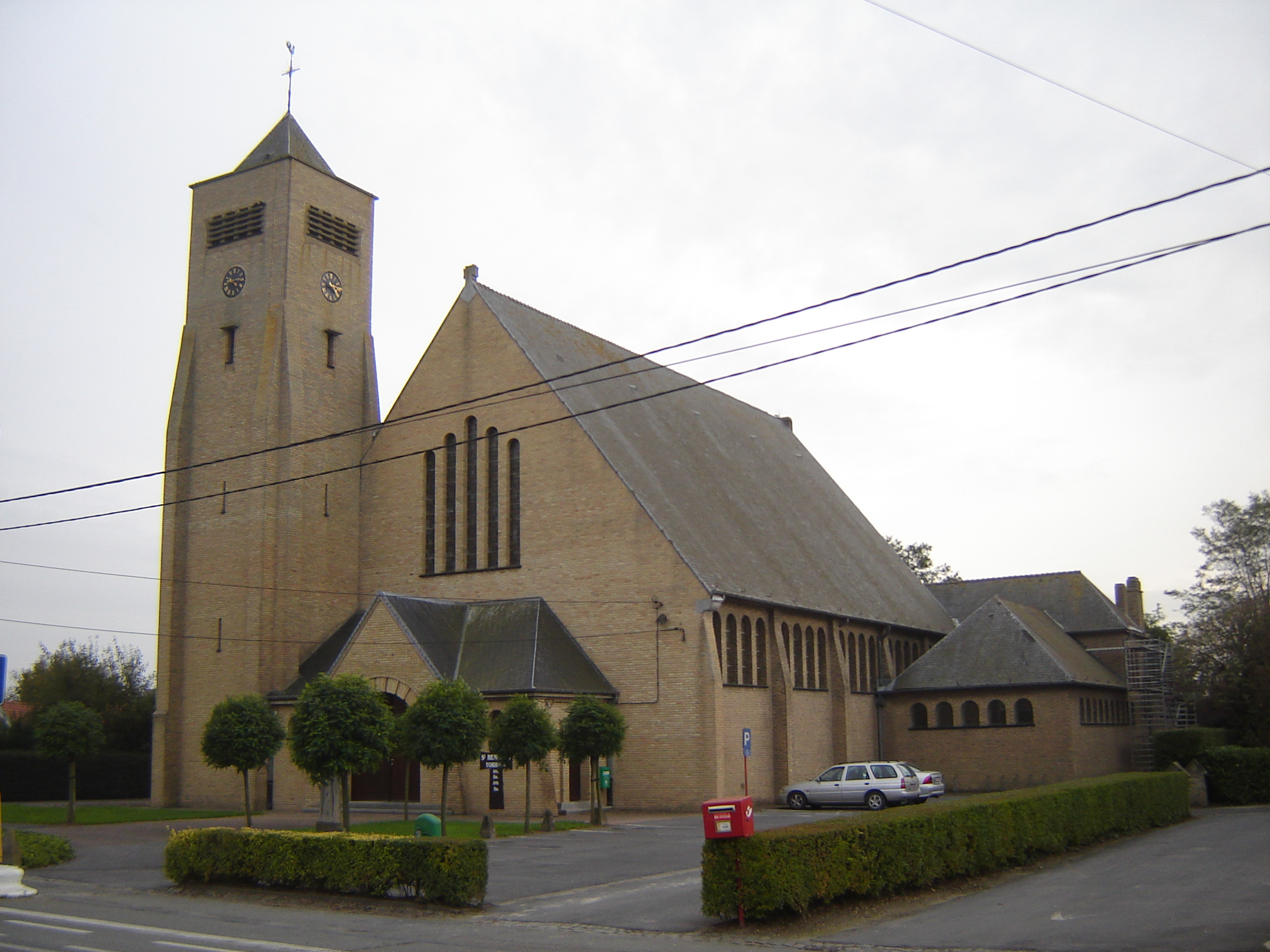
Sint-Henricuskerk

De Sint-Henricuskerk is de parochiekerk van het tot de West-Vlaamse gemeente Torhout behorende dorp Sint-Henricus, gelegen aan de Rijksweg.

## Geschiedenis
De parochie ontstond naar aanleiding van de bevolkingstoename ten gevolge van de lintbebouwing die begin 20e eeuw langs de Rijksweg plaatsvond. De kerk, ontworpen door Willem Nolf, werd gebouwd in 1939 en wat later in gebruik genomen.

## Gebouw
Het betreft een geelbakstenen zaalkerk, naar het zuidwesten georiënteerd. De bouwstijl is gematigd expressionistisch, en de kerk heeft een voorportaal en een voorgebouwde toren op vierkante plattegrond, die aan de linkerzijde van het portaal werd gebouwd.